# Sedecula pulvinata
Sedecula pulvinata — вид грибів, що належить до монотипового роду Sedecula. Знайдений у США, і вперше описаний американським мікологом Санфордом Майроном Зеллером у 1941 році.